# A római limes magyarországi szakaszai

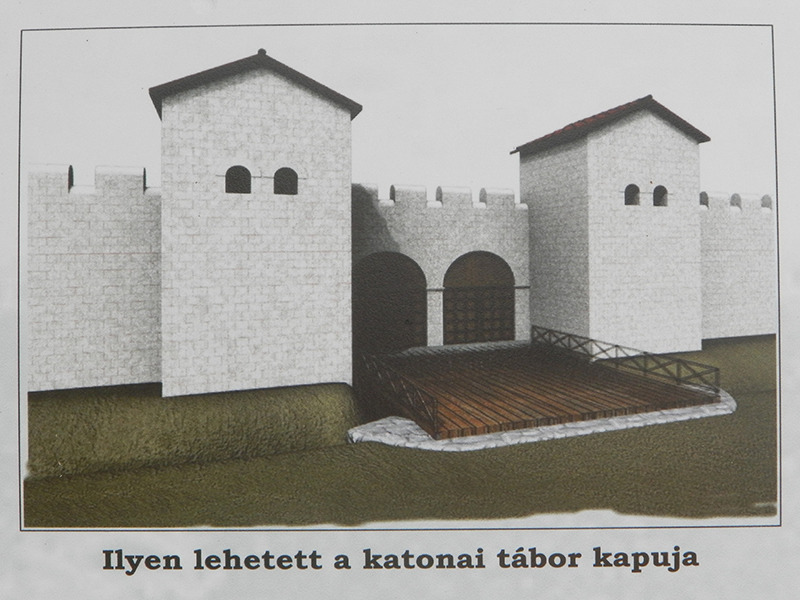
Campona római erőd kapuja (rekonstruált kép)

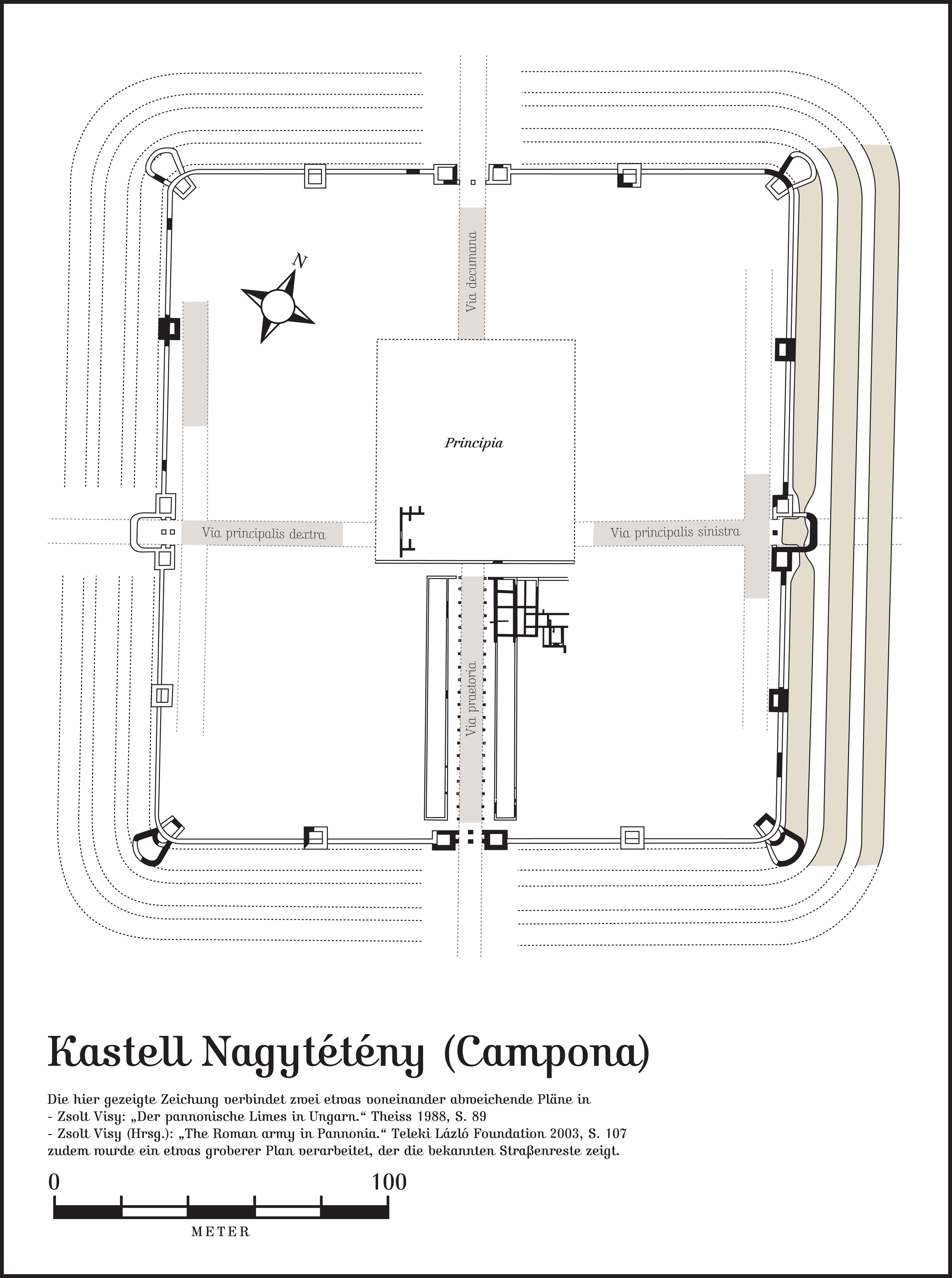
Campona római erőd alaprajza, Nagytétény

A Római Birodalom feltételezett és részben fel is tárt, 6000 kilométernyi szárazföldi (limes) és folyóparti (ripa) határvédelmi létesítményei kiemelkedő történeti és tudományos értékkel bírnak. A római limes magyarországi szakasza a Duna mentén húzódott. A szakasz 2009 óta szerepelt a magyar világörökségi várományos helyszínek listáján A római limes magyarországi szakasza – A Ripa Pannonica néven, A Római Birodalom határai nevű nemzetközi sorozathelyszín tervezett kiterjesztéseként.  2019 július elején azonban a magyar kormány egy önkényes döntése miatt nem vált a világörökség részévé.

## A limes szó fogalma
A Római Birodalmat a limes vette körül, melynek három alkotórésze volt: (Lásd a vázlatot.) 1. sánc és sövénykerítés, fejlettebb formájában kőfal, 2. előtte vagy mindkét oldalon árok, melyhez néha cölöpkerítés járt, 3. bizonyos távolságonként őrtornyok.

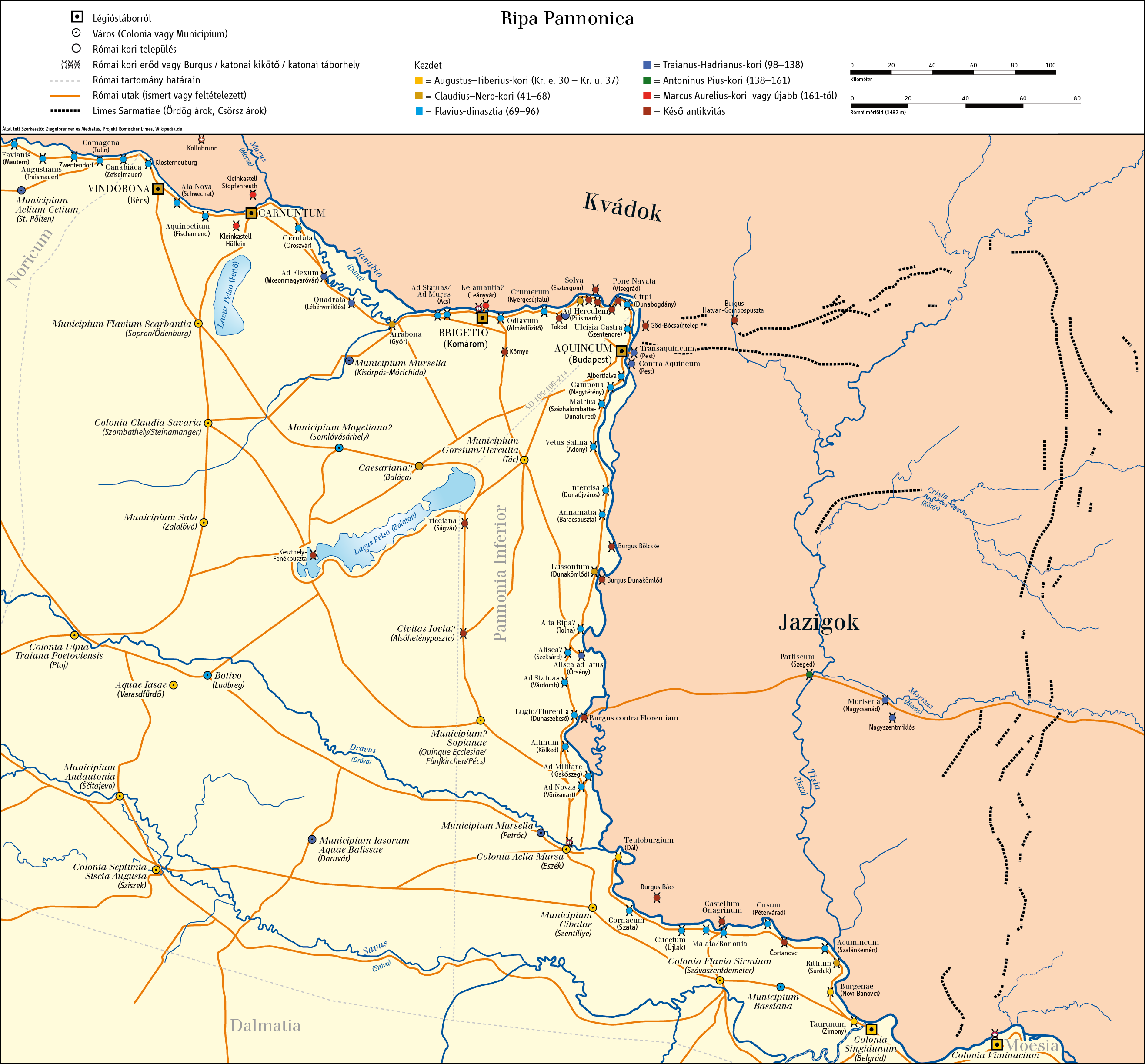
Ripa Pannonica térképe

A limes szó eredetileg ösvényt jelentett. Utak (főleg hadiutak) hálózták be a határvidékeket, melyeket összekötöttek Rómával, de átnyúltak ellenséges területre is. Természetes akadályok (pl: folyók) egészítették ki a mesterséges földhányásokat, akadályokat.
A Római Birodalom védelmét szolgáló, a császárkorban létesített határvonal, amelyet sáncok, árkok, őrtornyok, erődök alkottak. Az 1. századtól folyamatosan építették ki. A limest eleinte magas harcértékű légiók és segédcsapataik (auxiliák), a 4. századtól általában már a kisebb harcértékű határőr alakulatok (limitanei) védték.
A légiók táborai valóságos városok voltak; később a legtöbb helyen a katonai tábort ún. katonavárossal (canabae) vették körül. Maga a légiótábor átlagosan 20 hektárt foglalt el. Sánc és árokrendszer vette körül; ezt őrtornyok erősítették és négy kapu törte meg. A tábor központjában állt a principia, a főhadiszállás, a hivatali helyiség, a fegyverraktár, a zászlószentély és a légió pénztára. A tisztek külön házakban laktak, a katonák közös hálótermekben. A táborban volt gyakorlótér, raktár, kórház és gyakran fürdő.
A római limesen leginkább a birodalom határán álló védelmi objektumokat értik, és példaként a Hadrianus-falat szokás felhozni. Le kell azonban szögeznünk, hogy maga a limes kezdetben egész mást jelentett: nem védelmi vonal volt, hanem hadiút, a hozzá tartozó katonai létesítményekkel. Elsődleges feladata az volt, hogy a római katonákat eljuttassa az ellenséges területre, és biztosítsa ottani, eredményes tevékenységüket.
Germániában 382 km hosszan húzódott a Rajnától a Dunáig. Angliában Skócia határai mentén építették meg a 128 km-es Hadrianus falát. A magyarországi limest még nem teljesen tárták fel.

## Magyarországi limes

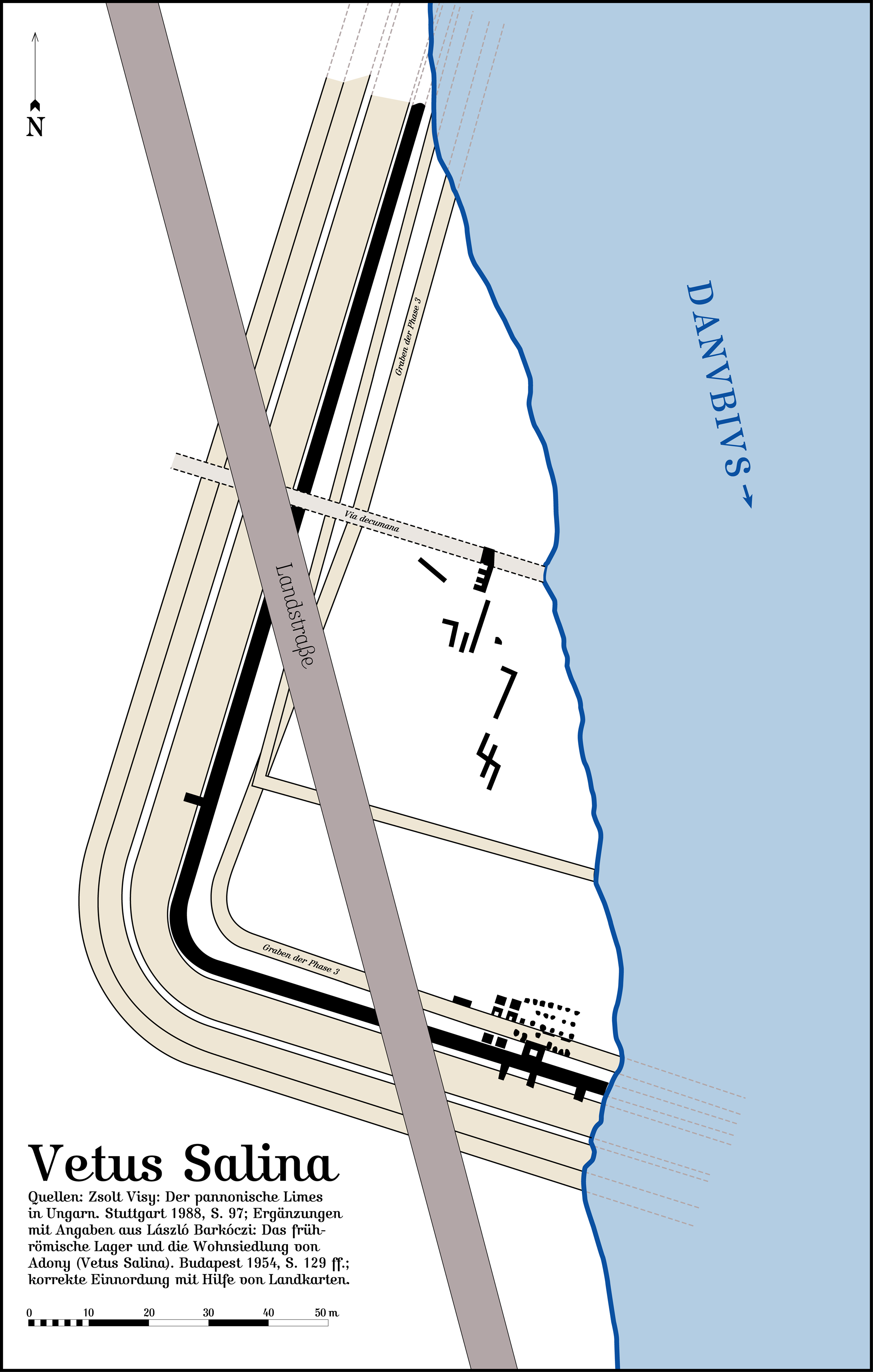
Vetus Salina római erőd a mai Adonynál

A Római Birodalom határai a mai Nagy-Britanniától egészen a Fekete-tengerig nyúltak, keleten az Eufráteszig, délen a Szaharáig és a Núbiáig nyúltak. A sok helyen természetes határokkal segített óriási határszakasz védelme egyre nagyobb problémát jelentett, ahogy a korai népvándorlás során új és újabb harcias törzsek kerestek szállást a határokon belül.
Ennek hossza a különböző korszakokban jelentősen változott, ahogyan a birodalom határai változtak, egyes korábbi limesekből belső határ lett, más limeseket fel kellett adni. Az európai limes mentén általában folyók jelentették a határt, így a Rajna és a Duna teljes hosszában védelmi szerepet töltött be. A Duna mentén 500 km hosszan húzódik Magyarország területén az ókorban a Római Birodalom határa, ami most világörökségi címre méltó kulturális útvonallá válhat. Így a Ripa Pannonica (Pannónia partja) a múltból vezethetne a jövőbe, az akkor jelentős véd- és útvonal ma főként turisztikai, idegenforgalmi hasznot hozhatna.
A római uralom hazánk mai területére eső, határvédő berendezésének átkutatása még a jövő feladatai közé tartozik. A Duna mentén Carnuntumtól Aquincumig, illetve onnantól a Dráva torkolatáig lévő útvonalait és erődítményeit kell megismernünk.
A magyarországi limes a hajdani Pannonia provincia Duna menti középső szakaszát képezi. Tőle nyugatra az úgynevezett felső-pannoniai limes az ausztriai Klosterneuburg Cannabiacától kezdődik, és a szlovákiai Gerulatától (Rusovce) kissé keletre fejeződik be.
A provincia déli, szerbiai szakasza pedig Altinum (Kölked) után, Udvarinál kezdődik, és a Dunához közelebb futva, kelet felé fordult, feltehető, hogy ketté is vált. Pannonia déli limes-szakasza Singidunumnál (Belgrád) fejeződött be, s innen már a Moesia Superior területén folytatódott.
A magyarországi limes-szakaszok lehatárolása és rövid szakaszismertetései Visy Zsolt hivatkozott könyvére és rendszerére alapoz. Erre a vázra kerülnek felfűzésre az illető szakaszokra vagy az ottani helyekre, objektumokra vonatkozó - már feldolgozott vagy még feldolgozásra váró részletes ismertetések.

## Települések, ahol a limes maradványai fellelhetők

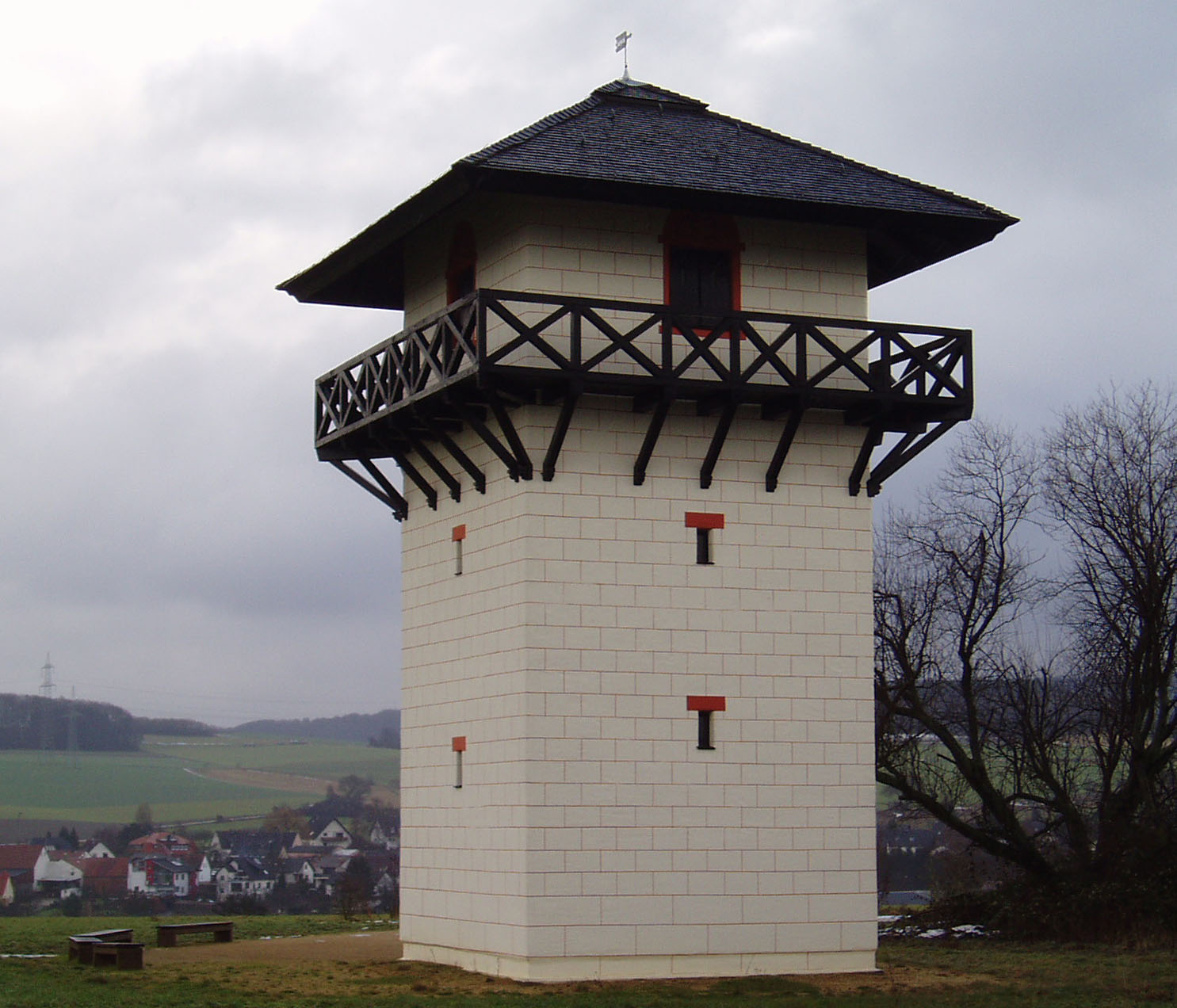
Rekonstruált őrtorony Németországban (Niedernhausen, Taunus)

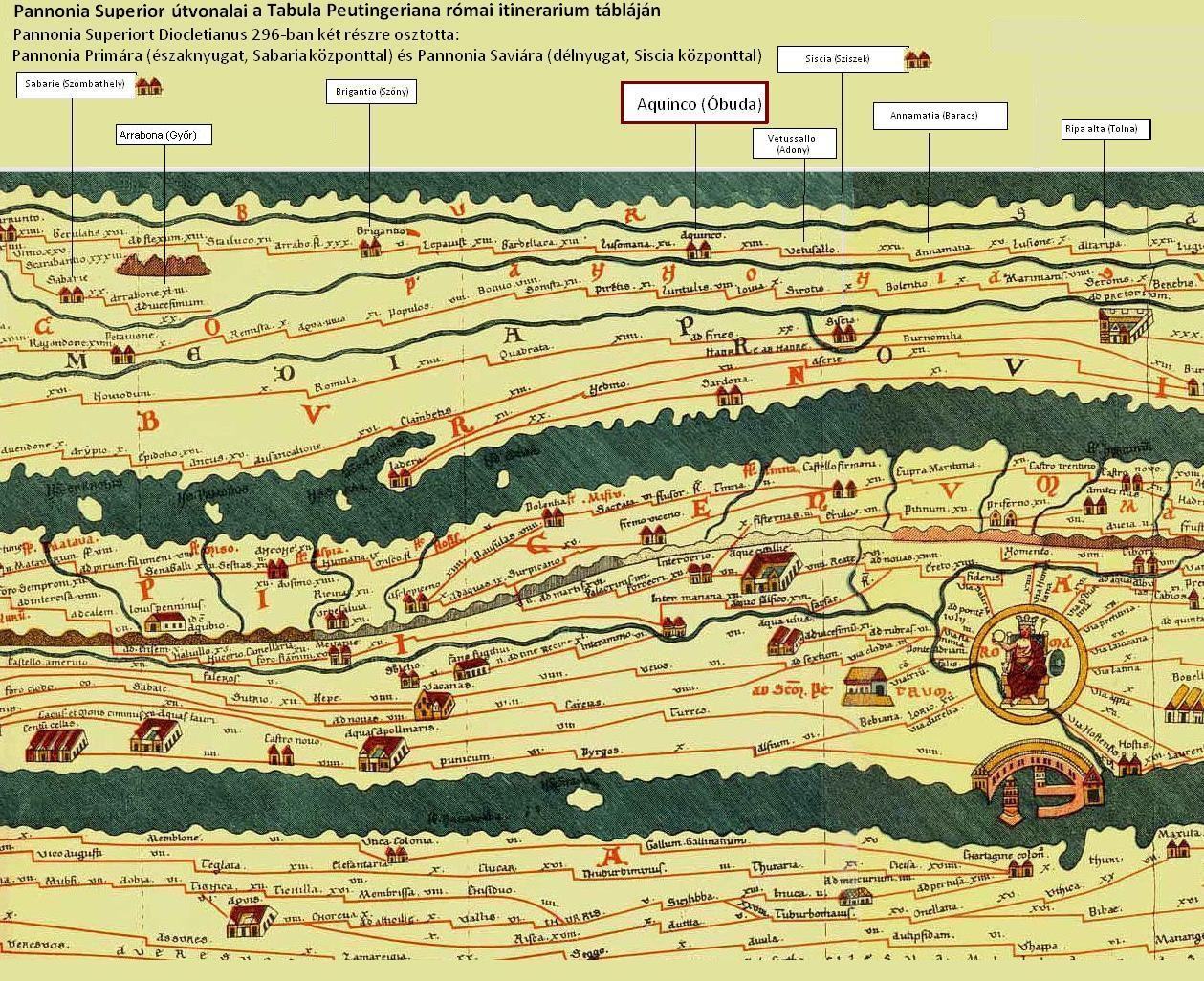
Pannonia provincia úthálózata és az aquincumi (Aquinco) limes szakasz a Tabula Peutingeriana térképen

### Győr-Moson-Sopron vármegye
- Mosonmagyaróvár (Ad Flexum)

Az i. sz. szerinti 90-es években készíthették az első ideiglenes táborhelyet a Duna akkori főága itteni kanyarulata után. Ez ma a Mosoni-Duna. A tábor viszonylag korai kialakítását stratégiai helyzete tette szükségessé. A Szigetköz területe jó felvonulási helynek ígérkezett a római birodalomba észrevétlenül és meglepetésszerűen behatoló ellenséges törzseknek. Katonai fontosságán kívül vásárhely is volt. Az egyik legsúlyosabb vereséget éppen itt mérték a római csapatokra az egyesült germán és szarmata törzsek. Három év alatt porig rombolták a katonai és a civil várost is.
- Máriakálnok ?
- Lébény (Qvadrata)

Időszámításunk szerint 9-ben Tiberius, a későbbi császár meghódította Pannóniát, s a mai Lébény területén katonai tábort és polgári települést létesített.
- Kunsziget

A falu a limes mentén található és a település címerében a hajdani őrtorony is benne van. Valószínűleg kikötő és táborhely is volt a falu határában. A helyiek által Tündérsziklának nevezett hely valószínűleg őrtorony volt. Ezt búvár-régészek vizsgálták pár évvel ezelőtt. A talajradar felvétele azt is bizonyítja, hogy további ásatásra érdemes a leletegyüttes. Ezért csatlakozott a község polgármestere a limesszövetséghez.
- Győr (Arrabona)

A rómaiak a keltákat váltották fel. A mai Káptalan-domb helyén építették fel a szabályos négyszög alakú táborukat, ettől délre és keletre pedig a polgárok lakónegyedét. Az egykori Arrabona Pannonia egyik legjelentősebb városa volt.
- Gönyű (Ad Statuas)

A rómaiak idején lakott hely, helyén katonai tábor volt. A község területén vezetett át az a fontos út is, amely Arrabonát Brigétióval (Szőnnyel) kötötte össze. Ez az út képezi alapját az immár műemlék értékű macskaköves útnak, amely a régi főút alapjára épült.

### Komárom-Esztergom vármegye
- Ács (Ad Statuas)[8] Feltételezett helye Ács-Vaspuszta
- Ács (Ad Mures) Ács külterületén, a Duna és a Concó-patak torkolatánál.
- Komárom

Római Kőtár

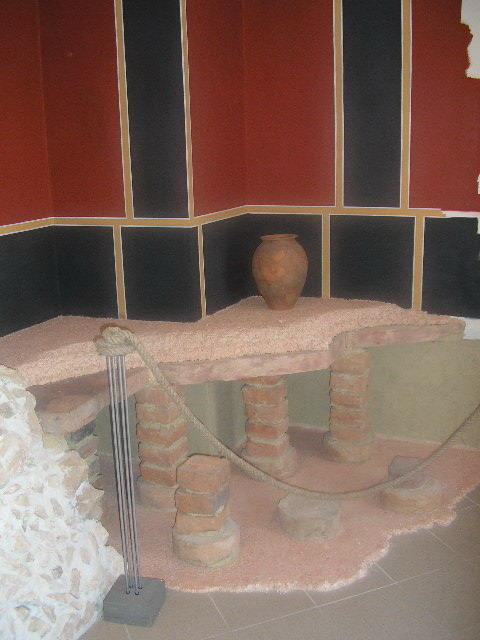
Egy római villa rekonstruált padlófűtés-vázlata

Itt láthatóak Dél-Komárom keleti városrésze Szőny (Brigetio) területén talált kőfaragványok. A halott kultusszal kapcsolatos e világi életöröm túlvilági továbbélését szimbolizáló sírkövek és szarkofágok, a római vallás sokrétűségét jelképező oltárkövek, valamint mérföldköveken kívül, az itt lakók mindennapjaival, az életről és a halálról alkotott elképzeléseivel ismertetnek meg minket.
- (Koppánmonostor)

A római őrhelyek nyomait Koppánmonostoron is megtalálhatjuk. A Duna teraszain az őrtornyok sora állt, melyeknek romjai mai is megtekinthetők. Egy részük a Duna jelenlegi medrében, víz alatt vannak.
- Szőny (Brigetio)

A városrészt átszelő 100-as számú közút mentén, a fontos, hadászati és kereskedelmi szerepű római limesútra ráépülve alakult ki Komárom keleti városrészén Brigetio. A provincia legjelentősebb településévé fejlődött ki az i. sz. 1. század és a 4. század között. Brigetio neve a kelta vár, erőd-ből eredhet, de erre régészeti bizonyíték nincs. A rómaiak az 1. század első felében egy fa-föld konstrukciójú auxilláris tábort építettek, amelyet 124-ig az Adlutrix légió 6000 katonájának befogadására alkalmas állandó kőtábor váltott fel. A katonaság vonzásaként iparosok, kereskedők telepedtek le a környéken. Így alakult ki a katonavárosból és a polgárvárosból álló településkomplexum.
A markomann háborúk alatt szükségessé vált a Duna túlsó partjának megerősítése. A 170-es évek a barbaricumban felépítettek egy kisebb fa-föld szerkezetű ellenerődöt, melyet egy germán támadás hamarosan elpusztított. A háború után állandó kőtábort építettek a helyén. A polgárvárost a 3. század második felében, a katonavárost a 4. század folyamán hagyták el lakosai. 375. november 17-én a táborban halt meg Valentianus császár.
1970-től folyamatosan folynak régészeti feltárások a szőnyi Vásártéren. A feltárások az egykori Brigetio életének számos részletére derítettek fényt. Előkerültek reprezentatív helyiségeket díszítő freskó-töredékek. A házakat padlófűtéssel fűtötték. Találtak itt pékséget, műhelyeket. A lakófunkciójú részeket egy 3 méter széles út választotta el a gazdasági egységektől. A leletek nagy részét tárolóhely hiányában visszatemették, mert ez a leletek megőrzésének és konzerválásának ezidáig egyik legjobb módja. A kutatások szerint a római polgárváros eme részét az i. sz. 3. század második felében hagyták el.
- Almásfüzitő (Azaum, Odianum)

Odianum erődje az almásfüzitői timföldgyár iszaptengere alatt van. A település gyökerei a római korba nyúlnak vissza, akkor a mostani falu környékén katonai tábor volt.
- Dunaalmás

A község mellett lévő Kőpite-hegyen már a rómaiak is bányászták az édesvízi mészkövet, melynek legnagyobb részét a dunai limes rendszer építéséhez használták fel. A Kőpitéről alávezető utat is a rómaiak építették.
- Izsa (Celemantia) Szlovákia)
- Nyergesújfalu (Crumerum)

Római kolónia és castrum, és itt haladt el a Brigetiót Aquincummal összekötő fontos útvonal.
- Tokod (Gordellaca, Carda blaca)

Itt találták meg a késő római korból származó, 120x140 méter területű, 1,5 m falátmérőjű, 11 kerek toronnyal rendelkező Castrumot, melynek díszes kapuja és fürdője is volt. Találtak itt kerámiaégető, üveg- és fémolvasztó-kemence maradványokat is, melyek azt bizonyítják, hogy a rómaiak már ismerték és használták a helybeli szenet, sőt voltak előre gyártott épületelemeik is.
- Esztergom (Solva)

- Pilismarót (Castra ad Herculem(wd))

A község helyén állt az egykori római település: Ad Herculem.

### Pest vármegye és Budapest
- Visegrád (Pone Navata)

Római kori lelőhely. A rómaiaknak hat őrtoronnyal védett katonai tábora volt a Sibrik-dombon, a 4. században
- Dunabogdány (Cirpi, Castrum Cirpi(wd)) A település Tahi felőli határában, a Szent János-patak bal partján húzódó Váradok-dűlőben, közvetlenül a Szentendrei-Duna partján feküdt a Római Birodalom (Pannonia provinciabeli) keleti határ- és védvonalának (limesének) katonai tábora. Az erőd körvonalát még ma is jól ki lehet venni a terepen. Feltárását Szalay Ákos kezdte meg 1930-ban, azóta nem volt benne kutatás.

A legkorábbi castellum, egy palánktábor az 1–2. század fordulóján épült, és talán hármas árokkal rendelkezett. A kőerőd a 2. század derekán, de inkább második felében létesült, falát a palánktábor egyik árkába alapozták. Mérete 124×147 méter, falvastagsága 1,2 m. Egyik belső saroktornya ismert: 2×2,2 m nagyságú. A késő római átépítése I. Constantinus vagy II. Constantinus idején történt. Ekkor a sarkokon legyező alakú tornyok és valószínűleg patkó alakú oldaltornyok épültek. A 4. század végén, Valentinianus uralkodása idején (364–375) az erőd délkeleti sarkában egy 17×16,5 m belvilágú 1,6 m falvastagságú kiserődöt építettek. A római kori építészeti emlékeket legszebben egy Silvanus oltárkő őrzi, amely a visegrádi Salamon-toronyban tekinthető meg.
Az erőd mellett állt az egykori canabae, a táborhoz épült város. Az itinerariumokban (útleírások) mint mansio (meghálóhely) szerepel. A Notitia Dignitatum szerint a castellumban az equites Dalmatae, auxilia Fortensia és a praefectus legionis secundas adiutricis katonái állomásoztak. Két előkerült felirat szerint a cohors II Alpinorum equitata jelenlétével is számolni kell.[4]
Az ásatások tanúsága szerint Castrum Cirpi helyén a középkori Várad nevű falu állt. A falu értelemszerűen a római katonai erődítményről kaphatta a nevét. Az említett terület mai neve Váradok-dűlő, tehát a „Cirpi” megnevezés nem Bogdány római kori neve, hanem Várad falué, illetve a ma közigazgatásilag Dunabogdányhoz tartozó Váradok-dűlőé. A későbbiekben „Pusztatemplomként” is emlegette ezt a területet a népnyelv. A Cirpi helyén, illetve közelében állt Várad falut 1566 körül pusztították el a törökök.

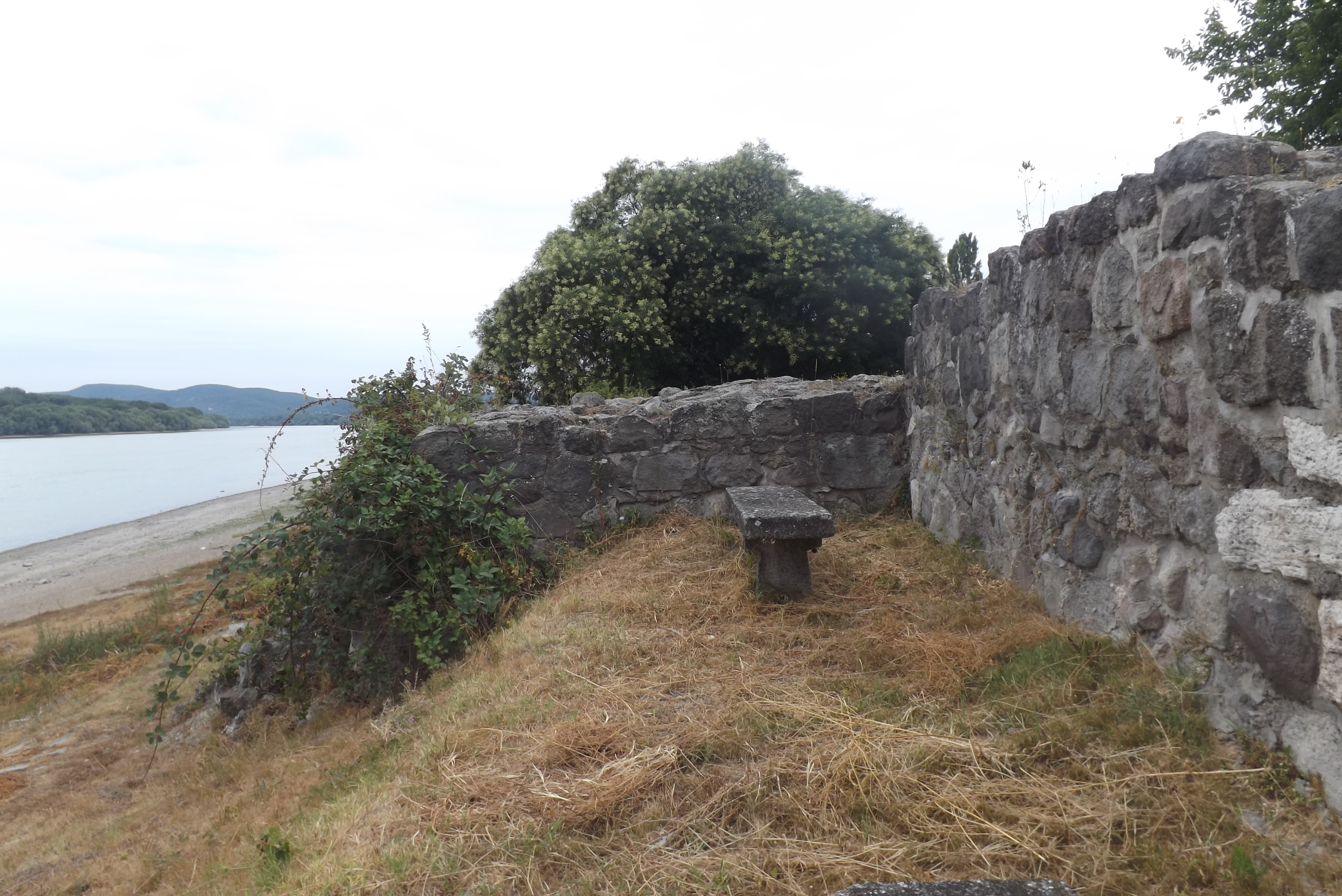
Verőce, római hídfőállás maradványai a Duna parton

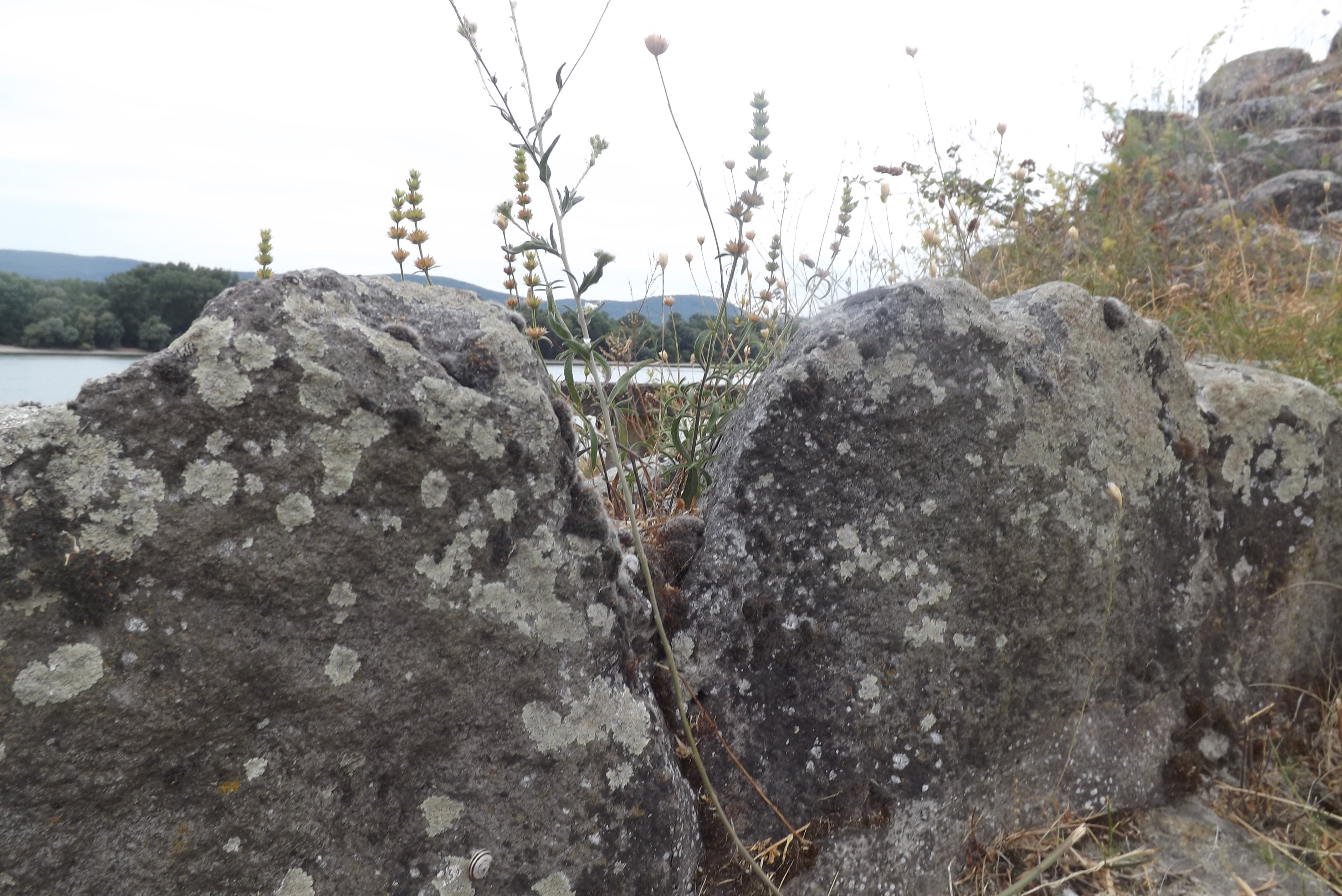
Verőce, római romok

- Verőce - Az I. Valentinianus által kiépített Duna balparti erődök (contra castrum) rendszerének része volt a késő római időkben, amikor a hadsereg megerősített átkelőhelyek rendszerét építette ki a Duna mentén, olyan kiserődöket, amelyeket a szakirodalom az itt épült erődről elnevezve úgynevezett nógrádverőcei típus-ként említ. Az e típusba tartozó erődökre a nagy, négyszögletes központi épület volt a jellemző, amelyhez két oldalról L alakú, tornyokban végződő oldalfalak csatlakoztak, amik gyakran a folyóba nyúltak. Ezeket a kiserődöket a folyó két partján egymással szemben építették fel, így szolgálhattak komp kikötőként, a dunai flotta támaszpontjaiként, de pontonhidak hídfőjeként is. Verőce ellen erődje a Dunabogdányban található Castrum Cirpi volt.

A verőceihez hasonló erődített hídfőállások nem csak a Duna vidékén épültek, jellemzők voltak a Rajna és a Neckar völgyére is; így Engrs bei Neuweit, Zullerstein, Neckarau, Ladenburg környékén is hasonlók épültek. A pannoniai határszakaszon nagy sűrűségben fordulnak elő, így az alábbi helyeken is: Szob, Verőce (Nógrádverőce), Kisoroszi-Pásztorkert, Tahitótfalu-Balhavár, Szentendre-Dera-patak, Horány, Dunakeszi, Bölcske, Harta-Káli-major, Dunakömlőd, Dunaszekcső, Bács.
Ezeket az erődöket stratégiailag kiemelkedően fontos helyeken építették, leginkább a különböző Barbaricumba tartó utak kiindulási pontjainál. A szobi erőd az Ipoly torkolatánál ellenőrizte azt az útvonalat, melyen a Börzsöny megkerülésével a Dunakanyarhoz lehetett jutni. A verőcei azt az útvonalat ellenőrizte, amin a Börzsöny és a Cserhát között lehetett a Dunához kijutni, és azon a helyen épült, ahol a Duna mentén haladó út összeszűkült.
- Szentendre (Ulcisia Castra[9])

Aquincum és Brigetio között ez volt az első jelentős állomás. Fényjelzésnyi távolságra kiépített őrtornyok, komoly védelmi szerepet ellátó katonai tábor, valamint a polgári településmagot jelentő villák, az őket elkísérő kereskedőcsaládok és a rabszolgáik.
- Budakalász

A település kőbányáját már a rómaiak is ismerték és a Dunakanyarban épített limes anyagát innen hordták el. A limeshez tartozó őrtorony maradványát feltárták.
- Dunakeszi

A rómaiak 371-372-ben erődített kikötőt és átkelőhelyet építettek itt. Ez része volt az I. Valentinianus által kiépített Duna balparti erődök (contra castrum) rendszerének, amit Marcus Aurelius kezdeményezett a markomann háború után, majd Diocletianus sűrített. A környező terület akkor a szarmata jazigoké volt, akiknek városai között Ptolemaiosz Vácot (Uscenum) említi.
- Budapest
  - Óbuda (Aquincum)

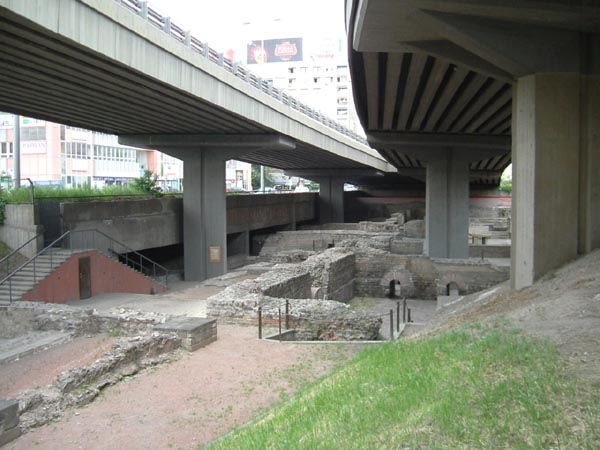
Aquincum-táborvárosi nagy közfürdő

Pannónia római provincia fővárosa volt. Az imperium határát a Duna jelentette. A katonaság feladata a határ őrzése és a kontinens legfontosabb vízi útjának ellenőrzése volt. Claudius császár idejétől 40-től állomásoztak itt katonai alakulatok. A 90-es évek végére épült ki a limes. Először palánktábort, majd két évszázaddal később kőtáborokat alakítottak ki. Többször átépítették, korszerűsítették. Később a tábor környékén kialakultak a kereskedők, iparosok és a hozzátartozók telepei is.
Traianus császár átszervezése után a keleti Pannónia Inferior fővárosa lett Aquincum. A helytartó Hadrianus számára épült a Hajógyári szigeti helytartói palota. A katonavárost út- és csatornahálózattal látták el. Tiszta ivó- és gyógyvízű vízvezetékkel látták el a Rómaifürdő forrásaiból. Nagy kiterjedésű ipartelepek, műhelyek, dunai kikötők, a piactér és vásárcsarnok mellett reprezentatív berendezésű lakóházak és középületek épültek. Aquincum két városához (katonaváros, polgárváros) két amfiteátrum is tartozott. A katonaréteg ellátására szakiparos réteg alakult ki. A Duna kedvező kapcsolatfelvételt jelentett a nyugati provinciákhoz. (vízi átkelés lehetősége, árukirakóhely) A polgári település i. sz. 124-ben municípium rangot kapott, ami polgárjoghoz juttatta a város vezető rétegét, a leszerelt veteránusokat és a külföldi kereskedőket.
A 2. század és a 3. század háborús pusztítások és újjáépítések jegyében telt el. I. sz. 194-en kolóniát kapott a város a császártól a légió iránti hálájából. A helyzet egyre bizonytalanabbá vált, mert a helytartó a székhelyét a provincia belsejébe helyezte át.
- - I. kerület

A Fő utca vonalán számos helyen feltárták a római út maradványait.
- - V. kerület (Contra-Aquincum)

Aquincummal szemben, a Duna bal partján – kissé délebbre – állt a Contra-Aquincum erőd, amelynek romjai az V. kerületi Március 15. téren találhatók, nem messze az Erzsébet hídtól.
- - Nagytétény (Campona)

- Százhalombatta (Matrica)

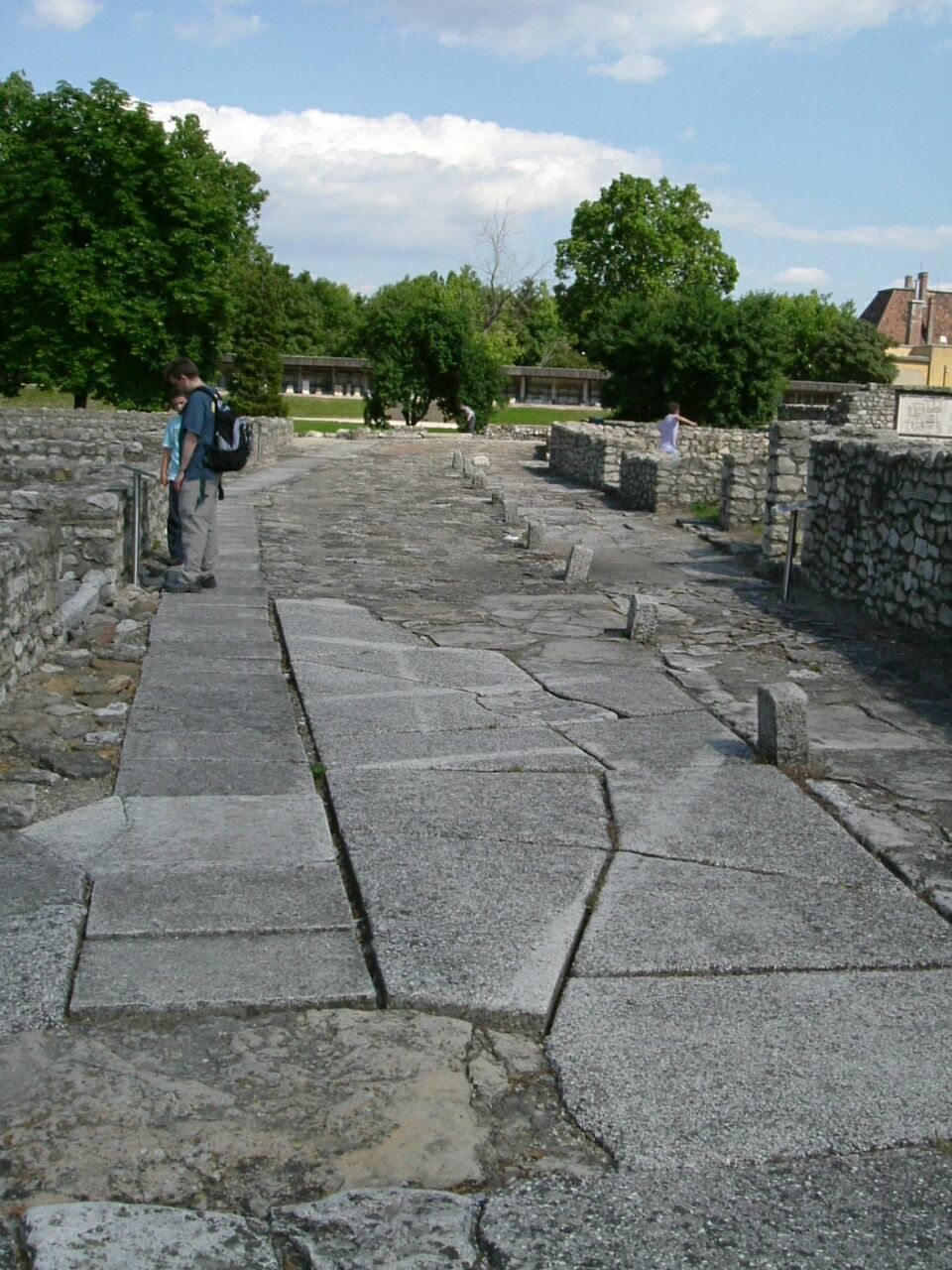
Ókori utca a polgárvárosban Aquincumban

A limes rendszerében a város területén is építettek egy tábort. A 150 x 170 m alapterületű négyszögletes tábor a város déli határában (a mai Dunafüreden) állt. Védműveit vizesárkok és tornyokkal erősített vastag fal képezte. belsejében szabályos utcahálózat mentén helyezkedtek el a különböző épületek. Közepén a principia (=parancsnokság) állt. Itt állomásozott 118-tól 180-ig a cohors I. Alpinorum equitata (az alpesiek 1. számú lovasított gyalogos zászlóalja), majd ezt követően a cohors milliaria Maororum (a mórok gyalogezrede), a 3. század végétől az equites promoti (lovasalakulat).
A katonaság emlékanyaga azonos jellegű, mint a többi katonai településé. A tábor mellett épült vicus militaris (katonai falu), amely a katonák családtagjainak, a kereskedőknek és az iparosoknak szolgált lakhelyül. A tábortól északra és délre találtak díszesebb, gondosan felépített fürdőépületet is.
A tartomány fontosabb településeit jól kiépített országutak kötötték össze. A Duna-parti limesút fontosabb állomásait egykori térképek itinerariumok (=útikalauzok) örökítették meg, mint például a Tabula Peutingeriana. Az utak mentén a távolságot mérföldkövek jelezték.

### Fejér vármegye
- Adony (település) (Vetus Salina)

A római korban a 2. századtól egy ezerfős helyőrség táborhelye volt a római határon. A castellum maradványai a községtől északra a 6-os főút két oldalán fekszenek. A romok nagy részét a Duna mellékága elmosta. A délnyugati részét már feltárták. Végleges helyőrségét a 2. század első felében kőbe építik át. Ez a tábor a szarmaták támadásának esett áldozatul. A második kőtábort más helyen, a jelenlegi település helyére építik fel ismét.
- Dunaújváros (Intercisa)

A Pap-szigeten Intercisa római település birodalmi és tartományi határa volt. Magyarországon eddig ezt a limest kutatták át a legalaposabban. A forgalmas víziút és a szárazföldi limesút menti településen a 3. századtól vámállomás működött. A partközelben 5 őrtornyot, 14 jelzőtornyot ismerünk. A Vasmű közelében egy kis település a vicus Garamantesium et villa (a helyi lakosság faluja és egy majorság) volt.
- Baracs (Annamatia)

A település külterületén, a Duna partján állt az erőd. A limes út messze elkerülte a Duna mai nyomvonalát. A mellette épített őrtornyokat korábban is ismerték.

### Tolna vármegye
- Bölcske

A Duna sodorvonala közelében egy késő római erődítmény romjaira bukkantak. A Duna 1151,4 folyamkilométerénél található „bölcskei-sziklát” a hajósok már régóta ismerték. Egy hajóbalesetet követően elvégzett akadályelhárítás során, 1986-ban a Duna alacsony vízállásánál lehetőség nyílt a romok vizsgálatára. Ekkor derült fény a romok római jellegére, és ezután egészen 1994-ig folytattak a helyszínen tervszerű víz alatti régészeti feltárást.
Az erőd szokatlan helye a rómaiak változó határvédelmi koncepciójának köszönhető. Pannónia elfoglalása után ugyanis a hadsereg a belső területeken tartózkodott, ám ez nem bizonyult hatékonynak a tartományt érő támadásokkal szemben. Később létrehozták a Duna vonalába épített erődítmények és őrtornyok rendszerét, amelyet limesnek nevezünk. Pannóniában négy légió állomásozott és ezek segédcsapatai kerültek a később kőből épített erődítményekbe. A késő római korban bekövetkező népmozgások során azonban új lovas törzsek érkeztek a tartomány határára. Ellenük a védekezés új formáit kellett alkalmazni, így az addigi dunai ártér szélén húzódó, jobbára csak fa őrtornyokkal megerősített limes helyett a védekezés fő hangsúlya a Duna partjára (ripa-folyópart) épített erődökre tevődött át. Ennek az új rendszernek fontos eleme lehetett a Bölcske mellett talált erődítmény. A kutatók sokáig úgy vélték, hogy az erőd a Duna bal partján állhatott (túlparti erőd), de ezt később cáfolták. Az éveken keresztül tartó kutatások során megállapították, hogy a víz alatt egy jelentős, 76x54 méteres erőd maradványai találhatók. A pontos felmérések szerint négy sarkán kis tornyok, a parti oldal közepén egy nagyobb torony, a víz felőli oldalán pedig egy széles bejárati nyílás volt, az erőd építése i. sz. 4. század első felére tehető. A lelőhely értékét tovább növelik azok a másodlagos felhasználású, feliratos, domborműves sírkövek, amelyek a feltételezések szerint a Gellért-hegy környékén élt kelta Eraviscus törzs területéről kerülhettek oda.
A kereszténység elterjedésével ezek a kövek idővel „pogánynak” minősültek, és egyéb célra hasznosították őket. Bölcske település nagy érdeme, hogy a köveket a katolikus templom mellett épített kőtárban tették bemutathatóvá, amely egész évben látogatható. A több éves kutatás további eredményeként a környéken több római kori épület és település nyomát is megtalálták a régészek. Így többek közt rábukkantak az erőddel szembeni túlparti ellenerőd romjaira is.
- Paks (Lussonium(wd))
- Tolna (Alta Ripa): Jelentése magas part.

A római korban a Duna-parton határvédő erődítmény húzódott. Jelentőségét korán felismerték, mert Mohácsig más átkelési lehetőség a Dunán nem volt.
- Őcsény (Alisca)

Őcsény mai területe a Római Birodalom határán helyezkedett el, emiatt fontos szerepet látott el a határvédelemben. A rómaiak a mocsaras területen kis erősítést hoztak létre, ez volt Alisca. A dombok peremén haladó római hadiút és az erődítmény között töltésutat építettek, így Alisca a limes szerves része lett. A falu melletti egykori castellum alapjai még évszázadokkal később is láthatóak voltak, a feltöltött útját a nép Ördögvettetésnek nevezte. A területen Wosinsky Mór is végzett ásatásokat.

### Baranya vármegye
- Dunaszekcső (Lugio)

A fontos őrhelynek, állomáshelynek stratégiai jelentősége volt. A rómaiak korában a mai Dunaszekcső jelentős hely volt. Itt vezetett Pannónia római tartomány mentén az egyik legfontosabb transzkontinentális útvonal a limes mentén. A fontos állomáshelynek, erődítménynek, katonai őrhelynek stratégiai szempontból döntő jelentősége volt. Sírok, érmék és különböző leletek kerültek elő a föld mélyéből. Lugio jelentőségének nagyságát az 1974. szeptember 12-én előkerült, Marcus Aurelius császárt ábrázoló, elsőrangú itáliai művész által készített portré is igazolja.
- Mohács (Altinum)

Területe a rómaiak által ismert és lakott volt.

## Világörökségi státusz
A katonai táborokat, tornyokat és útszakaszokat magában foglaló határvonal magyarországi szakaszát még térképezik. A szakasz 2009 óta szerepelt a magyar világörökségi várományos helyszínek listáján A római limes magyarországi szakasza – A Ripa Pannonica néven, A Római Birodalom határai nevű nemzetközi sorozathelyszín tervezett kiterjesztéseként. Az érintett önkormányzatok is szeretnék a magyar szakaszt a világörökség részévé nyilváníttatni, ezért létrehozták a Magyar Limes Szövetséget.
A limes vonalából elsőként (1987-ben) a Nagy-Britanniában épített Hadrianus fala került fel a világörökség listájára. Azóta az érintett országok kezdeményezésére az ókori birodalom határvonalát egészként kezelik. A Németországban húzódó rész 2005-ben került fel a listára, a skóciai Antonius-fal pályázatát már benyújtották. Ausztriában most szorgalmazzák, hogy a birodalom északi határát jelentő dunai limes legyen nemzetközileg különösen elismert emlék. A védvonal a brit szigetektől Bulgáriáig, a Fekete-tengerig tartott, sőt afrikai részei is vannak.
A több ország nemzetközi együttműködésében előkészített javaslatot 2019 májusában, közvetlenül az elfogadás előtt a magyar kormány olyan módon módosította, ami előre láthatóan a jelölés elutasításához vezetett, és így visszavonással ért fel.

## Képgaléria

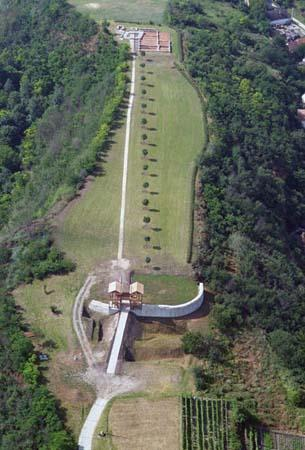
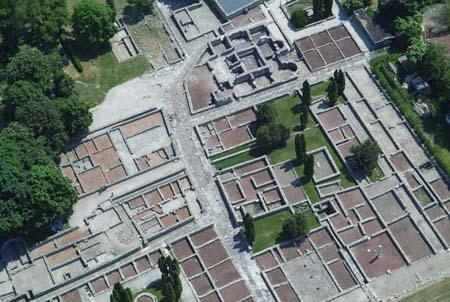
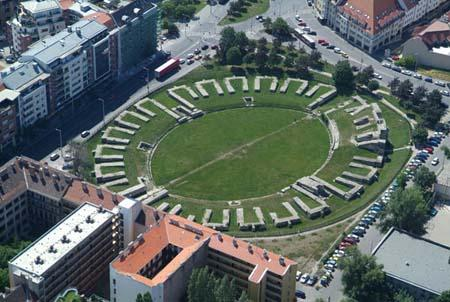

### Weboldalak
- http://www.ripapannonica.hu/magyar/kulturalis.php?id=17
- http://romai-limes.lap.hu/
- http://www.mult-kor.hu/cikk.php?article=17941
- http://www.ripapannonica.hu/magyar/limes_tortenet.php?id=1
- https://web.archive.org/web/20061017072323/http://www.freeweb.hu/ookor/archive/cikk/2004_1_tothendre.pdf
- https://web.archive.org/web/20110716055307/http://www.csatolna.hu/hu/tolnamegye/muemlek/bolcske.shtml
- Légirégészeti írások, képek Archiválva 2011. július 19-i dátummal a Wayback Machine-ben
- Deák Rita: Lugio Partiscum romai ut es Szeged romai kori emlekei